# 河平王
河平王，中国古代封爵之一。

## 元朝
封地不详，为金印驼纽王。
- 昔里吉，元宪宗蒙哥第四子，至元五年（1268年）六月二十九，元世祖忽必烈封昔里吉为河平王，赐驼钮金印。